# Mozelj
Mozelj este o localitate din comuna Kočevje, Slovenia, cu o populație de 184 de locuitori.